# Ciríaco Tavares da Silva
Ciríaco Tavares Silva (Matriz (Ribeira Grande), 16 de março de 1862 — Angra do Heroísmo, 5 de novembro de 1938) foi um professor de Desenho da Escola Industrial e do Liceu de Angra do Heroísmo, comendador da Ordem Civil do Mérito Agrícola e Industrial e cavaleiro da Ordem Militar de Cristo (1902). Considerado artista de grande mérito, é autor de múltiplos projetos arquitetónicos e de decoração para impérios, altares, ermidas e outras estruturas. Também se dedicou à fotografia, sendo colaborador fotográfico do periódico O Occidente, de Lisboa.